# Цуґару-дзямісен

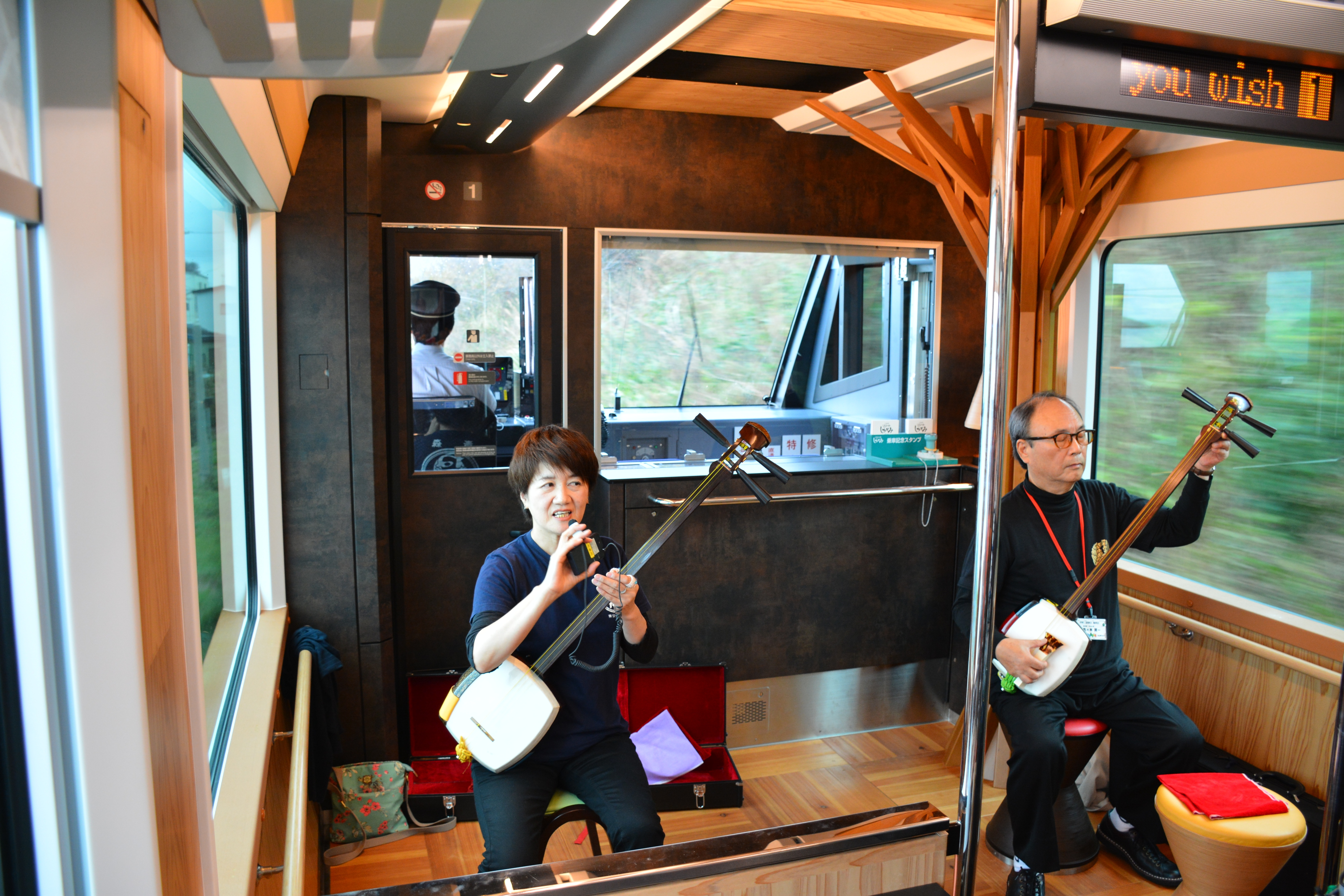
Двоє виконавців, що грають на цуґару-дзямісенах

Цуґару-дзямісен (яп. 津軽三味線) — регіональний різновид сямісена, а також музика, що виконується на цьому інструменті. З'явився в регіоні Цуґару на півночі острова Хонсю в кінці XIX століття, з часом на ньому почали виконувати популярну музику, поєднуючи риси різних жанрів. Музичні твори мають зв'язок з народною музикою, проте часто виконуються в дуже швидкому темпі і дозволяють виконавцю імпровізувати, що посприяло його популярності на Заході. Цуґару-дзямісен є одним з найвідоміших за кордоном жанрів музики для сямісена.

## Історія

### Походження

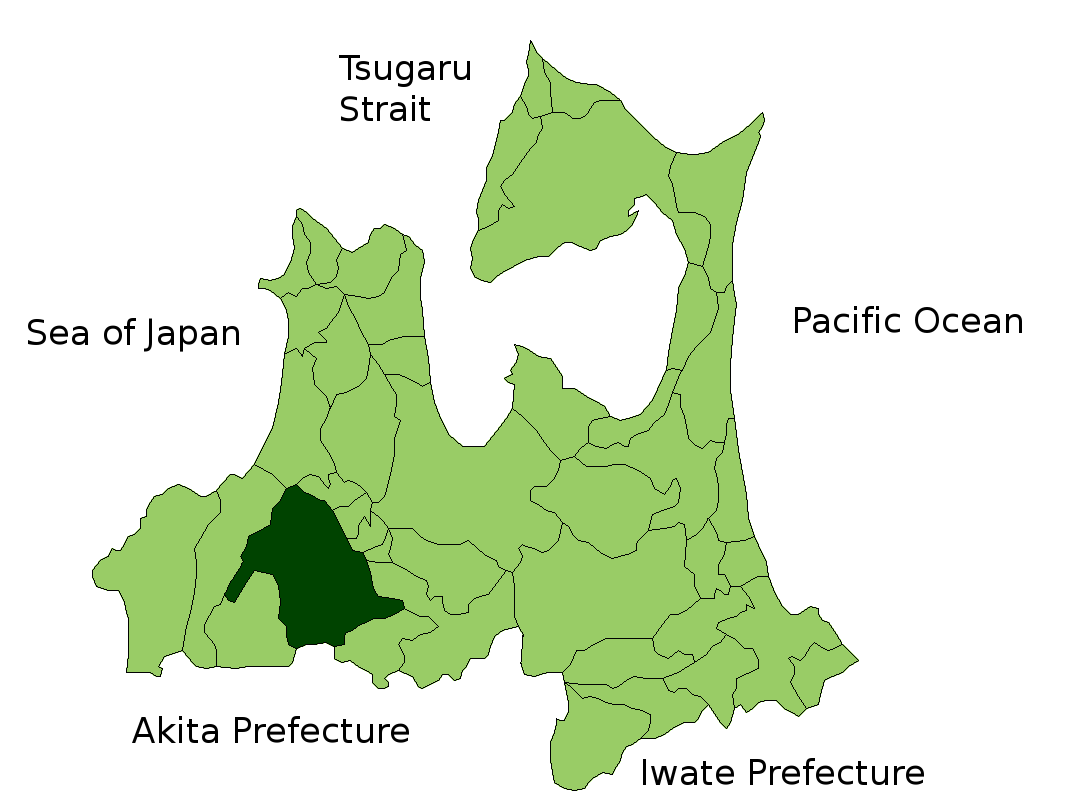
Карта префектури Аоморі. Ліворуч розташований півострів Цуґару (півострів), кольором позначено адміністративний центр, Хіросакі

Цуґару-дзямісен є різновидом сямісена, японської безладової триструнної лютні з шипом. Предок сямісена, сансін, з'явився в Японії в XVI столітті і швидко асимілювався, зокрема, для покриття корпусу замість зміїної шкіри стали використовувати котячу або собачу.
Попри сформоване сприйняття японців як гомогенної нації, японське суспільство складається з безлічі перетинних груп «своїх» зі власними географічними, політичними та культурно-мовними маркерами. Формування цуґару-дзямісена відбувалося в Цуґару, який був і залишається віддаленим регіоном Японії з власним діалектом, незрозумілим у решті Японії, і музичною традицією. Цуґару Таменобу заснував князівство Хіросакі, і в 1590—1871 роках Цуґару керував окремий даймьо. Периферійне положення Цуґару відбиває прізвисько ура-ніхон (яп. 裏日本, «виворіт Японії»).
Існують і інші місцеві музичні стилі: цуґару-айя-бусі (яп. 津軽あいや節), цуґару-яма-ута (яп. 津軽山唄) тощо. У самого цуґару-дзямісена є кілька піджанрів: акомпанемент народним пісням, інструментальні версії цих пісень і імпровізовані твори.

### Перша половина XX століття

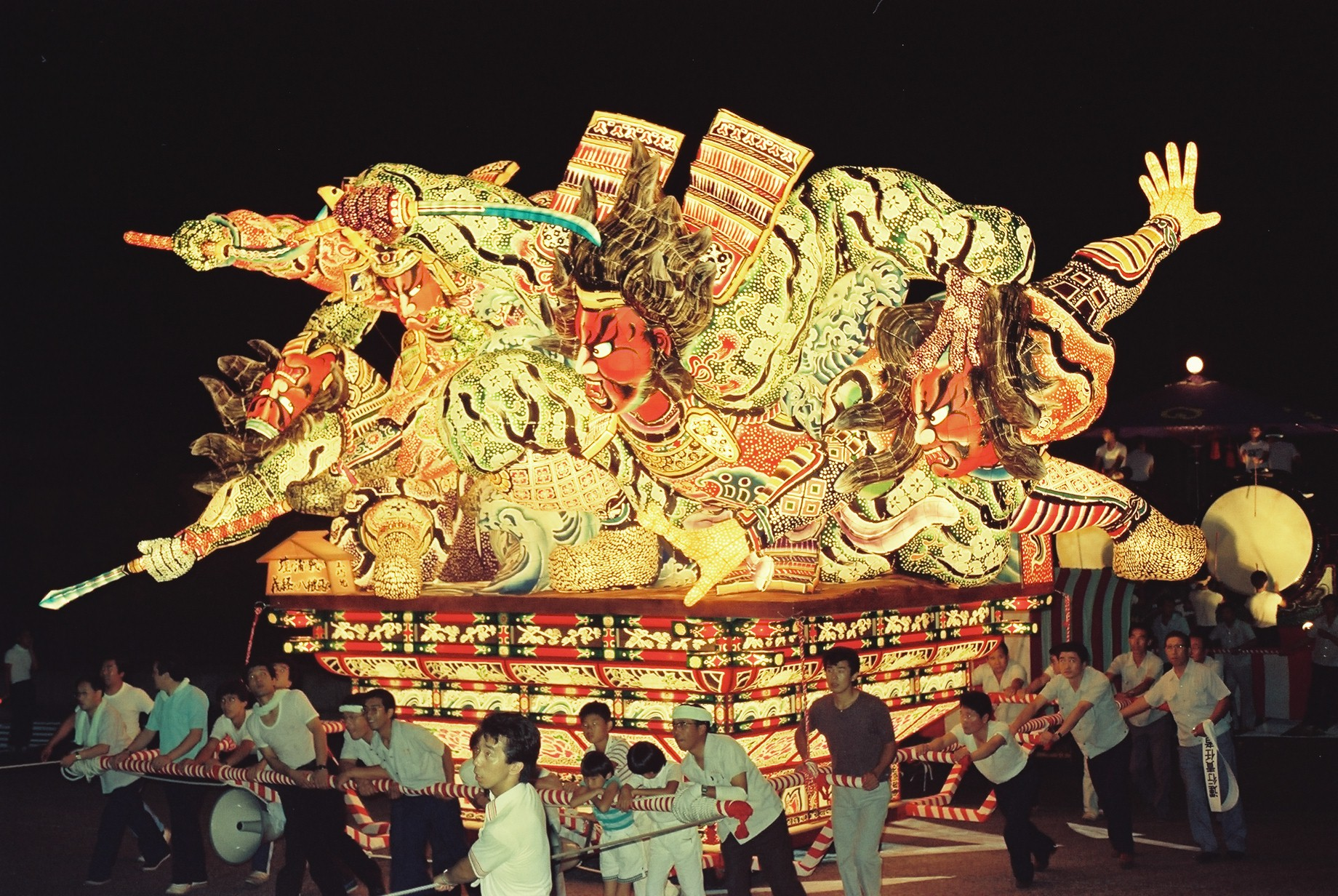
Регіональний фестиваль «непута» в Хіросакі

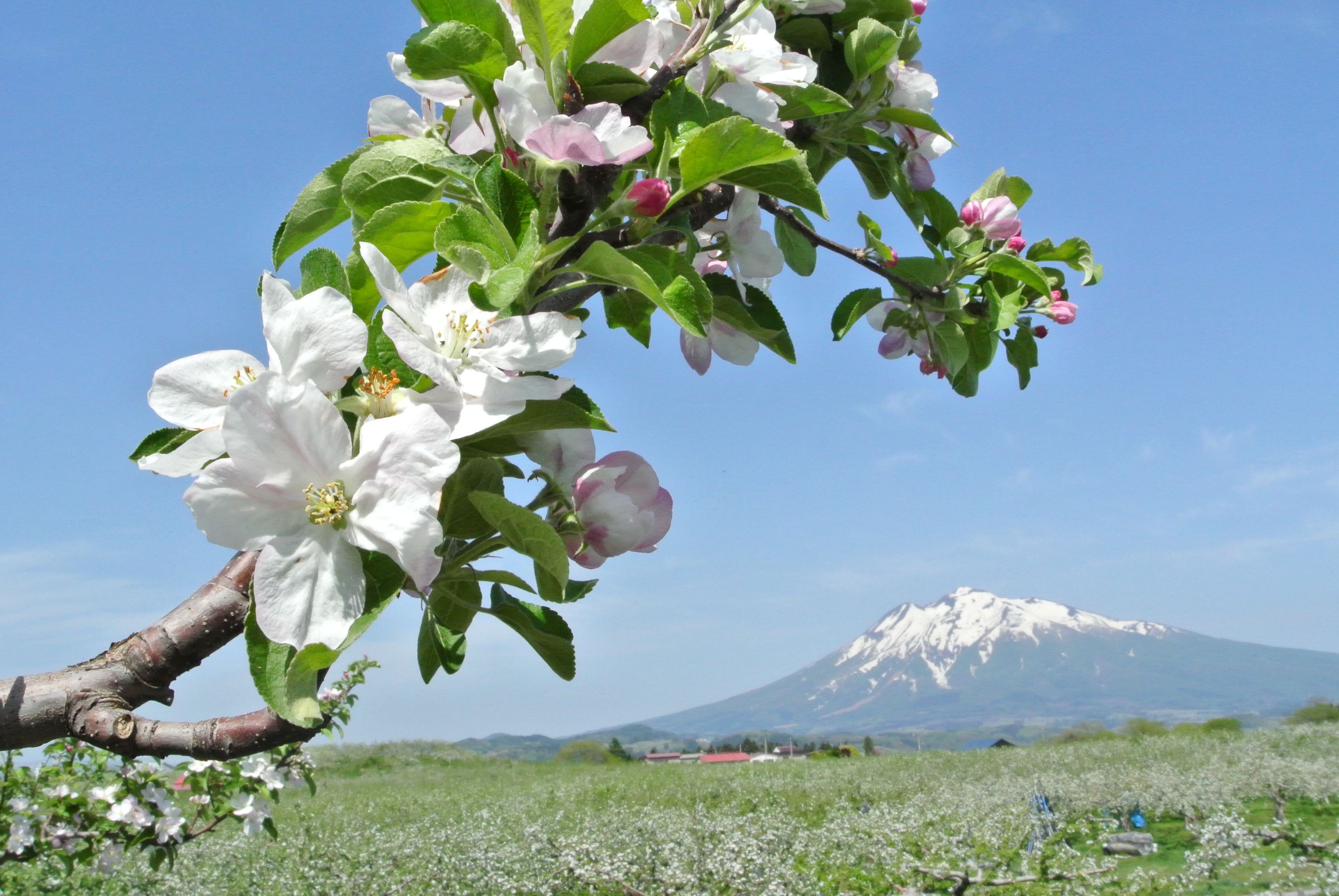
Панорама Цуґару з квітучою яблунею

Одна із соціальних груп, що відіграли важливу роль у його становленні, — жебраки і мандрівні сліпі музиканти: чоловіки-босама і жінки-годзе. І ті, й ті були бідними, і навіть знамениті виконавці, такі як засновник жанру Нітабо, перебували внизу соціальної ієрархії. Через бідність Нітабо, син поромника, осліплий і осиротілий у дитинстві, навіть не міг приєднатися до гільдії сліпих музикантів Тодо-дза і став просити милостиню, граючи на сямісені.
Важливою темою для ранніх мандрівних виконавців була туга за домом, яка вдало вписалася в поширений тоді в країні ностальгічний регіоналізм, викликаний різкою модернізацією Японії і заміною традиційного соціального порядку вестернізованим. Під час передвоєнного підйому націоналізму в 1930-х роках парадоксальним чином цей регіоналізм став опорою для конструювання образу монолітної єдиної Японії: японців ріднило загальне відчуття, що у них є мала батьківщина, нехай і різна. Приклади яскравого регіоналізму можна побачити в текстах пісень зі згадками пам'яток Цуґгру і запрошенням їх відвідати. Крім музики, Цуґару знаменитий своїми яблуневими садами і лаком.
Коріння виконавської традиції цуґару-дзямісена лежать у народній музиці Цуґару, проте далеко від неї відійшло через вплив комерційних продюсерів: у 1900-1950-х роках найвидатніших виконавців часто спонсорували організації або ЗМІ.

### Підйом популярності в 1960-х і світова популярність

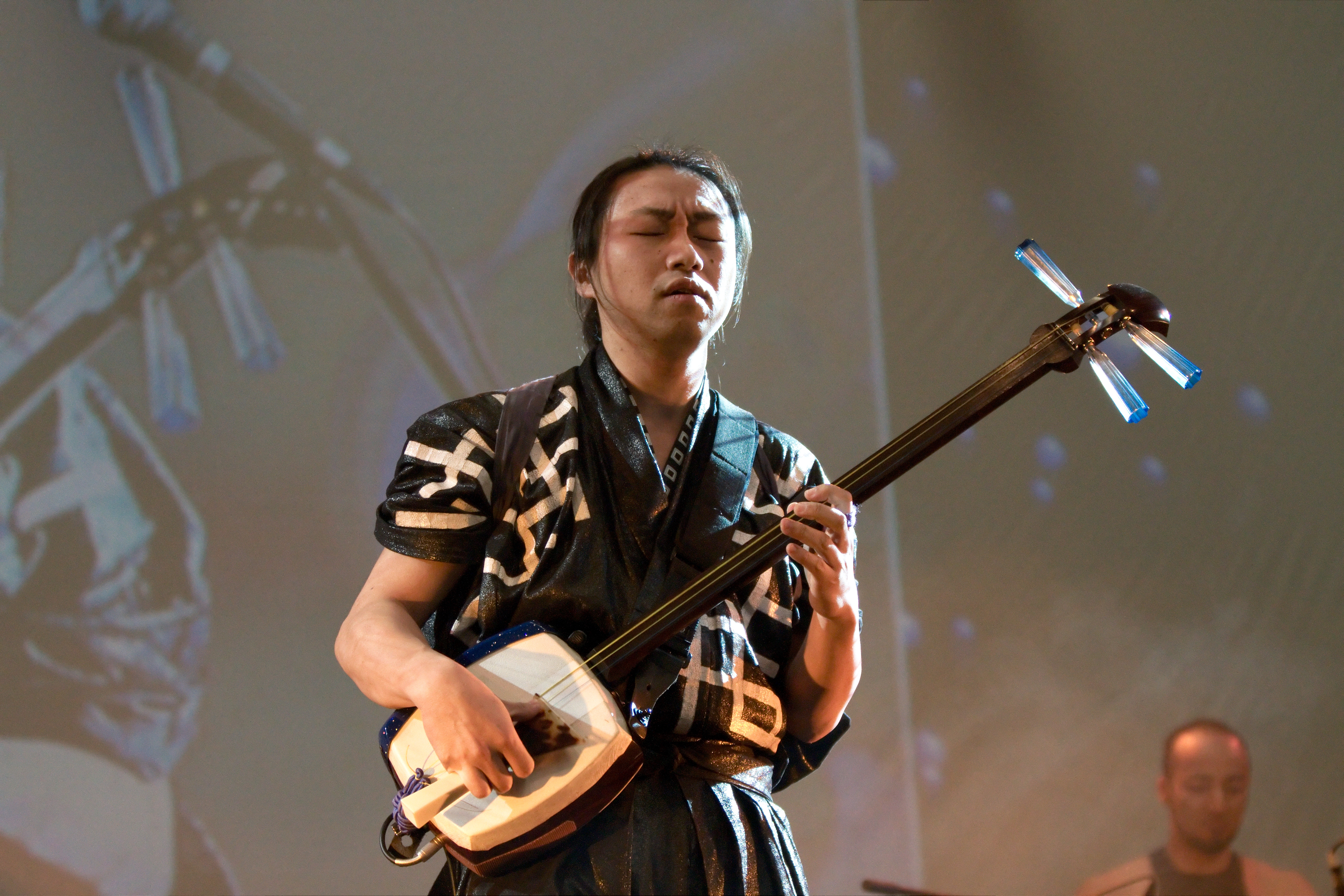
Сучасний виконавець

Цей жанр спирається на традиційний, проте являє собою так звану «нову традицію», яка оформилася відносно недавно. Аж до 1950-х в літературі цуґару-дзямісен не згадувався, а формування виконавської традиції завершилося тільки після закінчення Другої світової війни.
Першим музикантом, який популяризував цей жанр, став Такахасі Тікудзан, у 1960-х роках стали широко відомими Рінсьоей Кіда (яп. 木田林松栄, 1911—1979), Гумпатіро Сіракава (яп. 白川軍八郎, 1909—1962) і Масакацу Фукусі (яп. 福士政勝, 1913—1969), а пізніше — і Тісато Ямада. У XXI столітті деякі майстри цуґару-дзямісена стають ідолами, поп-зірками міжнародного масштабу і записують альбоми за кордоном.
Музика цуґару-дзямісена вимагає від виконавця віртуозності та імпровізації, подібно до соло-гітари в Західній рок-музиці. Аудиторія, що цікавиться японською музикою, розширилася завдяки таким музикантам як Yoshida Brothers і Тісато Ямада, що створили новий еклектичний нео-традиціоналістський стиль. Консервативна система іемото в таких умовах може бути гальмівним фактором для розвитку інструменту, і деякі виконавці вирішують замість цього вчитися самостійно. З іншого боку, часто сучасні виконавські техніки критикують за те, що вони «не залишили нічого від класичного цуґару-дзямісена», а музиканти «лише безглуздо бринькають», не зважаючи на те, що цуґару-дзямісен початку XX століття — це, перш за все, акомпанемент для танцю.
У сучасній Японії цуґару-дзямісен залишається пов'язаним з Аоморі, там віжбуваються численні фестивалі та змагання, присвячені йому, куди з'їжджаються виконавці. В кінці 1990-х кількість музикантів, що займаються цим жанром, оцінювалася в 50 000. Крім цього важливим місцем для виконавців є лайв-гаузи, бари з живою музикою.
1988 року цуґару-дзямісену відкрито пам'ятник у рідному селищі Нітабо Канагі (нині входить до складу Ґосьоґавари), а 1993 року — ще один, біля мосту Канда. Після введення 2002 року обов'язкових уроків традиційних японських музичних інструментів у середніх школах молодь стала більше ними цікавитися, особливо зріс інтерес до цуґару-дзямісена.

## Конструкція
Сямісен, який використовується в цьому стилі, має дуже широкий гриф і дуже великий корпус, покритий товстою собачою шкірою, яка повинна витримувати постійні удари плектра. Зважаючи на значно вищу ціну сямісенів з широким корпусом і їх тяжкість, малоймовірно, що це початковий вид цуґару-дзямісена, найпевніше, ранні виконавці використовували середній гриф.
Струни зазвичай важать 30, 18 і 12 момме (112,5; 67,5; 45 г) і виготовлені з шовку, тетрону[прояснити] або нейлону. Їх натягують або в звичайному для сямісена порядку (для спостерігача — зліва направо за зменшенням товщини), або в зворотному. Всі три струни лежать на верхньому поріжку, дзвінкий звук товстої струни «Саварі» добувається механізмом адзума-саварі (яп. 東触り), тобто, за допомогою висувного стрижня, що проходить крізь гриф під струною трохи нижче поріжка, об який і дзвенить струна. Накладку цього інструменту подовжено майже до самого корпусу, не утворюючи плавної кривої «хатомуне» (яп. 鳩胸, «грудь голубя»).
Знімний нижній поріжок у цуґару-дзямісена має довжину близько 7,2 см, ширину 0,6 см і висоту 0,8 см, його верхня частина може мати оздобу з черепахового панцира. Плектр довжиною 18,6 — 19,6 см і шириною 9,4 см у вузькій частині.
У XXI столітті все частіше до інструменту прикріплюють мікрофон, або звукознімач.

### Розміри
- Загальна довжина — 102,2 см.
- Довжина головки грифа до верхнього поріжка — 13 см.
- Довжина грифа від верхнього поріжка до корпуса — 62,5 см.
- Довжина корпуса — 20,7 см.
- Ширина корпуса — 23 см.
- Товщина корпуса — 10 см.
- Довжина шпиля — 3 см.
- Ширина грифа — від 3,1 до 3,3 см[30].

## В культурі та мистецтві
- Нітабо: Слава творця цуґару-дзямісена — японський анімаційний фільм, вільна адаптація біографічної книги Кадзуо Дайдзьо про життя Нітабо[31][32][33].
- Життя Тікудзана[en] — японський біографічний фільм 1977 року, заснований на житті Такахасі Тікудзана[34].
- Чистий звук — анімаційний серіал 2021 року, екранізація манґи про молодого виконавця на цуґару-дзямісені.